# Eurukuttarus decemvena
Eurukuttarus decemvena är en fjärilsart som beskrevs av George Francis Hampson 1892. Eurukuttarus decemvena ingår i släktet Eurukuttarus och familjen säckspinnare. Inga underarter finns listade i Catalogue of Life.